# Aysen Baydar
Aysen Baydar is een personage uit de Nederlandse soapserie Goede tijden, slechte tijden. Aysen debuteerde op 25 januari 2012 en wordt gespeeld door actrice Dilan Yurdakul. Yurdakul debuteerde gelijktijdig met haar televisiezus Toprak Yalçiner. Het personage Aysen werd in de serie geschreven, omdat de makers van mening waren dat de serie te weinig diversiteit kende.

## Levensverhaal
Wanneer Aysen in Meerdijk verschijnt met haar zus Nuran is ze al een tijdje aan de slag als de collega van Jack van Houten op het politiebureau. In Meerdijk komt haar zus Nuran een oude liefde tegen, Nuran is zwanger geweest van Danny de Jong. Aysen koestert een zware wrok tegen Danny, omdat hij Nuran in de steek heeft gelaten nadat ze zwanger bleek te zijn. In plaats van er voor haar te zijn gaf hij haar geld gaf voor een abortus, daarna ging hij er vandoor. Aysen mag Danny niet, werkt hem tegen en valt hem lastig. Na een ruzie in de Koning gaat ze naar zijn huis. Ook hier krijgen Danny en Aysen ruzie. Uiteindelijk duwt Aysen Danny van de trap, hij is op slag dood. Niet lang hierna stuit ze op Lucas Sanders. Hij rijdt te hard en Aysen besluit hem aan te houden. Er ontstaat een conflict tussen de twee waarna Aysen besluit om Lucas mee te nemen naar het bureau. Uiteindelijk komt Lucas vrij maar Aysen stalkt hem. Wanneer Lucas met Lorena Gonzalez in Dansatoria zit, bedenken zij een plan om Aysen in de val te lokken. Lorena helpt mee omdat ze Aysen als concurrent voor Jack ziet en omdat ze haar van de moord op Danny verdenkt. De twee besluiten GHB in Aysen's cola te stoppen. Hierna rijdt Aysen naar huis. Onderweg merkt ze dat het slecht met haar gaat en ze rijdt daardoor Sjors Langeveld aan. Aysen weet zeker dat Lucas iets te maken heeft met het ongeluk en ze wil hem hiervoor laten boeten. Ze besluit een andere zak GHB die ze zelf bij iemand heeft gekocht in Lucas' locker te doen. De politie vindt de drugs door een anonieme tip en Lucas wordt aangehouden.
Later krijgt Bing Mauricius kanker en in deze periode komen Aysen en Bing langzaam nader tot elkaar en ze krijgen een relatie.
Aysen is, ondanks haar werk bij de politie, niet zo van de regels. Ze heeft Danny vermoord, ze heeft Lucas ontvoerd omdat ze wilde dat hij toegaf dat hij haar gedrogeerd had, en verder heeft ze heel wat mensen het leven zuur gemaakt. Ze heeft Lucas wekenlang onschuldig in de cel opgesloten, net zoals Bing een paar maanden later. Ook heeft ze ervoor gezorgd dat Sjors Langeveld en Jack van Houten zonder werk kwamen te zitten.
Toen de relatie tussen Bing en Aysen uitging, ging Aysen hem stalken waarna Bing aangifte heeft gedaan. Toen Bing kort daarna een nieuwe vriendin, Monica, kreeg, werd Aysen jaloers. Bing heeft zaad laten invriezen omdat hij na zijn chemokuur onvruchtbaar is geworden. Dit zaad heeft Aysen vernietigd omdat ze Bing geen kind gunt. Aysen en Bing werden aartsrivalen.
In 2015 krijgt Aysen een relatie met Sjoerd Bouwhuis. De twee draaien om elkaar heen, maar biechten beide hun relatie op. Aysen raakt onverwacht zwanger, hoewel ze het kindje eerst wil weghalen (met tegenzin van Sjoerd) besluit ze de abortus toch niet door te zetten. Aysen raakt helemaal in de ban van haar zwangerschap en is blij met de komst van het kindje. Maar tijdens de 19e week van haar zwangerschap gaat het mis en ze verliest het kindje. De ongeboren baby bleek een jongetje te zijn en aangezien ze al 18 weken zwanger was, is het geen miskraam maar een stilgeboren kindje. Hoewel de baby niet direct zo door Aysen en Sjoerd werd genoemd, zou de baby de naam Fatih krijgen aangezien ze die eerder daarvoor hadden uitgekozen. Aysen en Sjoerd krijgen later weer een relatie en lijken te gaan trouwen, Sjoerd zegt dit op het laatste moment af. Wanneer ze weggaat van de bruiloft ontdekt ze dat psychopaat Loes de Haan daar op de vlucht is, de twee belanden in een gevecht waarna Loes uiteindelijk op de vlucht slaat. Loes vlucht naar een opslag van zeecontainers en beklimt deze tot meters hoog. Aysen achtervolgt haar en confronteert met wat Loes allemaal heeft aangedaan, Loes valt uiteindelijk en komt te hangen aan de containers. Aysen besluit haar niet te helpen waarna Loes haar dood tegemoet valt.
In 2018 krijgt Aysen een relatie met Daan Stern. Ook gaat ze undercover om invloedrijke zakenvrouw Billy de Palma te ontmaskeren, die illegale goederen verhandeld en wit wast. Billy blijkt echter slimmer dan gedacht en ontdekt Aysen, Billy laat Aysen drogeren en vastbinden in een loods. Hier wordt ze bevrijd door Ludo Sanders en Billy slaat op de vlucht. Een tijd later wordt Aysen gepromoveerd van agente naar hoofdrechercheur, wanneer zit dit viert duikt Billy op in Meerdijk en bekend dat zij dit voor haar geregeld heeft.
Aysen staat Janine bij tijdens een criminele afpersing. Uiteindelijk wordt Aysen vastgehouden in een loods en wordt daar bedreigd. Niet veel later vallen politieagenten het pand in om haar in veiligheid te brengen. Ze wordt naar een onbekende plek overgebracht, en sindsdien heeft niemand meer wat van haar vernomen.

### Relaties
- Bing Mauricius (relatie, 2012–2013)
- Vincent Muller (affaire, 2014)
- Sjoerd Bouwhuis (relatie, 2015–2017)
  - Fatih Bouwhuis (doodgeboren zoon, 2016)
  - Ongeboren kind (2017, abortus)
- Job Zonneveld (onenightstand, 2017)
- Rik de Jong (onenightstand, 2017)
- Sjoerd Bouwhuis (relatie/verloofd, 2017–2018)
- Daan Stern (relatie, 2018–2019)